# José Ceda
Jose Marti Ceda Marte (né le 28 janvier 1987 à Saint-Domingue, République dominicaine) est un lanceur droitier qui a joué pour les Marlins de Miami dans la Ligue majeure de baseball en 2010 et 2011.

## Carrière
Jose Ceda commence sa carrière professionnelle dans l'organisation des Padres de San Diego, avec qui il signe un contrat en 2004. Alors qu'il évolue en ligue mineure, Ceda est échangé aux Cubs de Chicago le 31 juillet 2006 en retour du joueur d'avant-champ Todd Walker. Utilisé surtout comme lanceur partant, Ceda est plutôt employé comme releveur à compter de la saison de baseball 2008, alors qu'il évolue pour le club-école Double-A des Cubs, les Smokies du Tennessee.
Le 13 novembre 2008, Jose Ceda passe des Cubs aux Marlins de la Floride contre le lanceur Kevin Gregg. Le 6 septembre 2010, Ceda fait ses débuts dans les majeures sous les couleurs des Marlins. Il effectue huit sorties en relève et lance huit manches et deux tiers durant la saison 2010 avec les Marlins, avec neuf retraits sur des prises et une moyenne de points mérités de 5,19.